# Fontaine-sur-Ay
Pour les articles homonymes, voir Fontaine.
Fontaine-sur-Ay (parfois Fontaine-sur-Aÿ) est une commune française située dans le département de la Marne, en région Grand Est.

## Géographie

### Localisation
Fontaine-sur-Ay se trouve dans le centre-ouest du département de la Marne, dans l'ouest de la région Grand Est. Elle est située au sud-est du massif de la montagne de Reims, dans une vallée formée par la Livre.
Située sur la route entre Aÿ-Champagne et Reims, Fontaine-sur-Ay voit sa population doubler entre les années 1970 et les années 2010. En 2018, elle compte 340 habitants.
Selon l'Insee, Fontaine-sur-Ay fait partie du bassin de vie d'Aÿ-Champagne et de l'aire d'attraction d'Épernay. À vol d'oiseau, la commune est distante d'environ 5 km d'Aÿ-Champagne, 10 km d'Épernay, 20 km de Reims et 25 km de Châlons-en-Champagne. Paris se trouve à environ 130 km au sud-ouest de Fontaine-sur-Ay.
La commune de Fontaine-sur-Ay s'étend sur 7,7 km2, suivant un axe nord-sud. 

### Communes limitrophes
La commune est limitrophe de Germaine et Ville-en-Selve au nord, de Val de Livre (anciennement Tauxières-Mutry) à l'est, d'Aÿ-Champagne (anciennement Bisseuil) au sud et d'Avenay-Val-d'Or à l'ouest.
|                 | Germaine, Ville-en-Selve |              |
| Avenay-Val-d'Or | Fontaine-sur-Ay          | Val de Livre |
|                 | Aÿ-Champagne             |              |

### Géologie et relief
Le nord de la commune est occupé par le plateau de la montagne de Reims et ses forêts. Le point culminant de la commune s'y trouve, à 271 mètres, à proximité du lieu-dit « Bois de l'Hôpital » (Ville-en-Selve). En allant vers le sud, l'altitude décroît jusqu'à atteindre la vallée de la Livre, où se trouve le village. Les versants de la montagne de Reims sont ici entaillés par plusieurs vallons, formés par la Germaine et ses affluents.
La Germaine s'écoule sur 10 km (dont 2,5 km à Fontaine-sur-Ay) en provenance du village de Germaine au nord-ouest,. Elle se jette dans la Livre, non loin de la mairie de Fontaine-sur-Ay. La Germaine est alimentée par deux affluents situés intégralement sur le territoire de la commune et s'écoulant du nord au sud depuis le plateau de la montagne de Reims : le fossé du Mont Saint-Hulin, long de 1,1 km, et le fossé de la Noue du Temple, long de 1,6 km,,. Entre ces deux fossés se trouvent les quelques vignes du village, au lieu-dit « la Goutte d'Or ».
En contrebas de la montagne de Reims s'écoule donc la Livre, qui passe au sud du village et traverse la commune d'est en ouest. Le point le plus bas de Fontaine-sur-Ay (à 87 mètres d'altitude) se trouve sur la rivière, à la limite avec Avenay-Val-d'Or.
Une fois la Livre traversée, l'altitude augmente à nouveau jusqu'à l'extrême sud de la commune, où s'élève le mont Aigu. La colline, détachée de la montagne de Reims par la vallée de la Livre, culmine à 210 mètres.

### Hydrographie
La commune est dans la région hydrographique « la Seine de sa source au confluent de l'Oise (exclu) » au sein du bassin Seine-Normandie. Elle est drainée par la Germaine, la Livre, le Fossé 01 de la Noue du Temple et le Fossé 01 du Mont Saint-Hulin,.
La Germaine, d'une longueur de 10 km, prend sa source dans la commune de Rilly-la-Montagne et se jette  dans la Livre sur la commune, après avoir traversé cinq communes.

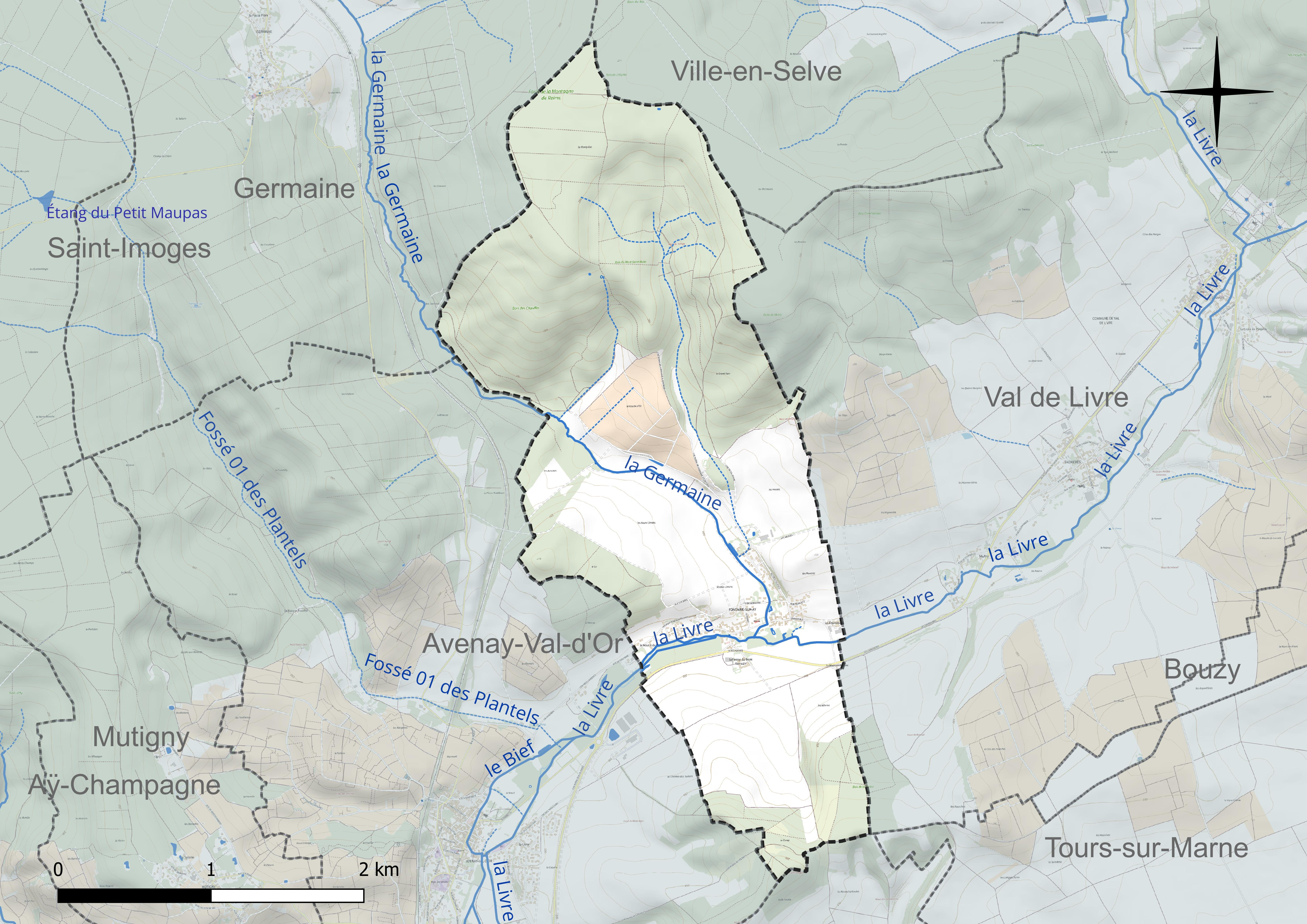
Réseau hydrographique de Fontaine-sur-Ay.

La Livre, d'une longueur de 15 km, prend sa source dans la commune de Ludes et se jette  dans la Marne à Aÿ-Champagne, après avoir traversé six communes.

### Climat
Pour des articles plus généraux, voir Climat du Grand Est et Climat de la Marne.
En 2010, le climat de la commune est de type climat océanique dégradé des plaines du Centre et du Nord, selon une étude du Centre national de la recherche scientifique s'appuyant sur une série de données couvrant la période 1971-2000. En 2020, Météo-France publie une typologie des climats de la France métropolitaine dans laquelle la commune est exposée à un climat océanique altéré et est dans la région climatique Nord-est du bassin Parisien, caractérisée par un ensoleillement médiocre, une pluviométrie moyenne régulièrement répartie au cours de l’année et un hiver froid (3 °C).
Pour la période 1971-2000, la température annuelle moyenne est de 10,4 °C, avec une amplitude thermique annuelle de 16,1 °C. Le cumul annuel moyen de précipitations est de 712 mm, avec 10,9 jours de précipitations en janvier et 7,8 jours en juillet. Pour la période 1991-2020, la température moyenne annuelle observée sur la station météorologique de Météo-France la plus proche, « Bouzy-Civc », sur la commune de Bouzy à 5 km à vol d'oiseau, est de 11,5 °C et le cumul annuel moyen de précipitations est de 687,5 mm. 
La température maximale relevée sur cette station est de 41,2 °C, atteinte le 25 juillet 2019 ; la température minimale est de −20,5 °C, atteinte le 16 janvier 1985,,.
Les paramètres climatiques de la commune ont été estimés pour le milieu du siècle (2041-2070) selon différents scénarios d'émission de gaz à effet de serre à partir des nouvelles projections climatiques de référence DRIAS-2020. Ils sont consultables sur un site dédié publié par Météo-France en novembre 2022.

### Milieux naturels et biodiversité
L'Inventaire national du patrimoine naturel (INPN) recense plus de 500 espèces sur le territoire de la commune, dont 77 espèces protégées et 10 espèces menacées. Fontaine-sur-Ay fait partie du parc naturel régional de la Montagne de Reims et accueille trois zones naturelles d'intérêt écologique, faunistique et floristique (ZNIEFF).
La ZNIEFF des « bois des Chauffes, des Brousses et du Pont de la Croisette à Fontaine-sur-Ay et Avenay-Val-d'Or », située au nord-ouest de la commune, est incluse dans la ZNIEFF de type II du « massif forestier de la montagne de Reims (versant sud) et étangs associés », qui regroupe les dix ZNIEFF de type I du versant sud de la montagne de Reims sur une superficie de 4 870 hectares. Une partie de la ZNIEFF constitue une zone spéciale de conservation du réseau Natura 2000. Cet ensemble forestier, qui s'étend sur 1 733 hectares entre Nanteuil-la-Forêt et Villers-Marmery en passant par les coteaux au nord de Fontaine-sur-Ay, est notamment remarquable pour ses hêtraies thermophiles et ses ourlets associés, qui accueillent de nombreuses espèces rares et protégées.
La ZNIEFF « des savarts et pinèdes depuis les Escaliers de Bisseuil jusqu'à la Noue des Gendarmes à l'est d'Avenay-Val-d'Or » comprend le massif crayeux du mont Aigu au sud de la commune, qui domine d'environ 80 mètres la plaine de la Champagne crayeuse. Elle accueille de nombreuses orchidées, dont certaines sont protégées.

## Urbanisme

### Typologie
Au 1er janvier 2024, Fontaine-sur-Ay est catégorisée commune rurale à habitat dispersé, selon la nouvelle grille communale de densité à sept niveaux définie par l'Insee en 2022.
Elle est située hors unité urbaine. Par ailleurs la commune fait partie de l'aire d'attraction d'Épernay, dont elle est une commune de la couronne,. Cette aire, qui regroupe 44 communes, est catégorisée dans les aires de 50 000 à moins de 200 000 habitants,.

### Occupation des sols

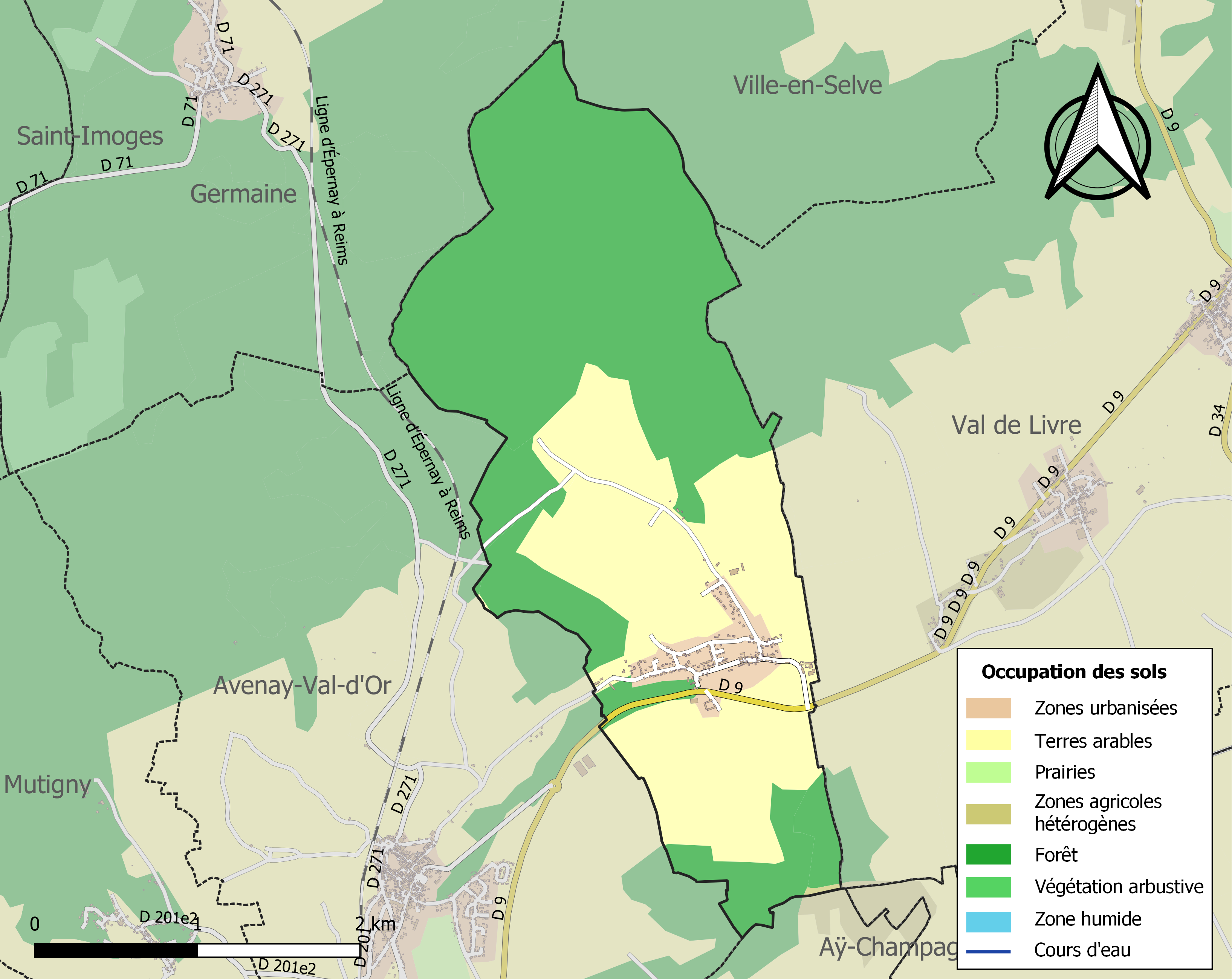
Carte des infrastructures et de l'occupation des sols de la commune en 2018 (CLC).

La commune de Fontaine-sur-Ay est rurale, n'appartenant à aucune unité urbaine. Selon la base de données Corine Land Cover, près de 60 % de son territoire est occupé par des forêts. Le reste de son territoire est agricole avec 31,6 % de terres arables et 5,5 % de cultures permanentes.
Les zones urbanisées représentent environ 3 % du territoire de Fontaine-sur-Ay. L'essentiel du village suit le cours de la Livre et la route entre Avenay et Mutry, sur un axe ouest-est. Une partie du village (allée des Tilleuils) remonte le cours de la Germaine vers le nord. La Ferme du Beau Sarrazin et la Maison Brûlée sont deux écarts, situés sur la route départementale 9.
Les règles d'occupation des sols sur le territoire de Fontaine-sur-Ay sont déterminées par le Schéma de cohérence territoriale d'Épernay et sa région (SCOTER), dont le périmètre recouvre les intercommunalités d'Épernay, Coteaux et Plaine de Champagne, des Paysages de la Champagne et de la Grande Vallée de la Marne (dont faite partie la commune), et un document d'urbanisme communal.

### Logement
En 2017, Fontaine-sur-Ay compte 148 logements. Les logements de la commune sont exclusivement des maisons. Logiquement, plus de 93 % des résidences principales comptent au moins 4 pièces et 80 % en comptent au moins 5.
Parmi ces logements, 89,7 % sont des résidences principales, 4,8 % des résidences secondaires et 5,5 % des logements vacants. Plus de quatre ménages sur cinq sont propriétaires de leur logement (81,1 %), un chiffre largement supérieur à moyenne départementale (51,2 %) et, dans une moindre mesure, au chiffre intercommunal (71 %).
Le tableau ci-dessous présente une comparaison de quelques indicateurs chiffrés du logement pour Fontaine-sur-Ay, la communauté de communes de la Grande Vallée de la Marne (CCGVM) et le département de la Marne :
|                                        | Fontaine-sur-Ay | CCGVM | Marne   |
| -------------------------------------- | --------------- | ----- | ------- |
| Ensemble des logements                 | 148             | 7 459 | 294 041 |
| Part des résidences principales (en %) | 89,7            | 88,2  | 88,4    |
| Part des résidences secondaires (en %) | 4,8             | 2,8   | 2,7     |
| Part des logements vacants (en %)      | 5,5             | 8,9   | 8,9     |

Parmi les 133 résidences principales construites avant 2015, 22 % avaient été construites avant 1945, 6,8 % entre 1946 et 1970, 26,5 % entre 1971 et 1990, 30,3 % entre 1991 et 2005 et 14,4 % depuis 2006. Ces chiffres expliquent le doublement de la population de Fontaine-sur-Ay entre 1975 et 2011.
Le tableau ci-dessous présente l'évolution du nombre de logements sur le territoire de la commune, par catégorie, depuis 1968 :
|                        | 1968 | 1975 | 1982 | 1990 | 1999 | 2007 | 2012 | 2017 |
| ---------------------- | ---- | ---- | ---- | ---- | ---- | ---- | ---- | ---- |
| Résidences principales | 40   | 42   | 53   | 65   | 87   | 109  | 128  | 133  |
| Résidences secondaires | 9    | 8    | 11   | 14   | 8    | 6    | 1    | 7    |
| Logements vacants      | 4    | 7    | 5    | 4    | 3    | 5    | 7    | 8    |
| Total                  | 53   | 57   | 69   | 83   | 98   | 120  | 135  | 148  |

### Voies de communication et transports
La route constitue le principal moyen d'accès à la commune, rurale. En 2017, près de 90 % des actifs de la commune se rendent sur leur lieu de travail en voiture. La quasi-totalité des ménages sont d'ailleurs équipés d'une voiture : 93,9 % des ménages possèdent une voiture et 71,2 % en comptent au moins deux.
Fontaine-sur-Ay est principalement desservie par la route départementale 9, qui traverse le département de la Marne du sud (Vouarces) au nord (Reims). Les autres routes ou rues ne sont que d'intérêt local.
La commune n'est pas desservie par le chemin de fer. La gare la plus proche est la gare d'Avenay sur la ligne d'Épernay à Reims. L'aérodrome le plus proche est l'aérodrome d'Épernay - Plivot.

### Risques naturels et technologiques
Le territoire de Fontaine-sur-Ay est vulnérable à différents risques naturels et technologiques. La commune est dans l'obligation d'élaborer et publier un document d'information communal sur les risques majeurs ainsi qu'un plan communal de sauvegarde.
La commune est concernée par les risques de mouvements de terrains. Elle est comprise dans le périmètre du plan de prévention des risques « glissement de terrain de la Côte d'Ile-de-France - secteur de la vallée de la Marne des tranches 1 et 2 » approuvé en 2014. La montagne de Reims est en effet considérée comme un « secteur propice aux glissements de terrains ». Fontaine-sur-Ay est affectée par le phénomène de retrait-gonflement des argiles (risque moyen).
Bien que la commune ne soit pas considérée comme concernée par le risque inondations, elle a fait l'objet de trois arrêtés reconnaissant l'état de catastrophe naturelle : pour des inondations, coulées de boue et mouvements de terrain (en 1983 et 1999) et pour des inondations par remontées de nappe phréatique (en 1988).
Le risque sismique est très faible sur son territoire. De même, le potentiel radon de la commune est faible.
Fontaine-sur-Ay ne compte pas d'installations industrielles présentant un risque particulier et n'est pas concernée par le transport de marchandises dangereuses.

## Toponymie
Le nom de la commune vient du latin Fontana qui signifie « source ». Fontaine apparaît dès 1086 sous l'orthographe Fontanæ.
Pour la distinguer d'autres lieux appelés « Fontaine », on lui donne parfois le nom de villages voisins comme Fontanæ juxta Mutereium (« Fontaine près Mutry » en 1292) ou Fontaines-sur-Avenay (au XVIIe siècle). Fontaine-sur-Ay est finalement adopté au XIXe siècle ou XXe siècle.
Si le toponyme Fontaine-sur-Ay est celui du Code officiel géographique, Fontaine-sur-Aÿ (avec un tréma) est parfois utilisé localement. Fontaine est au nord de Aÿ-Champagne.

## Histoire

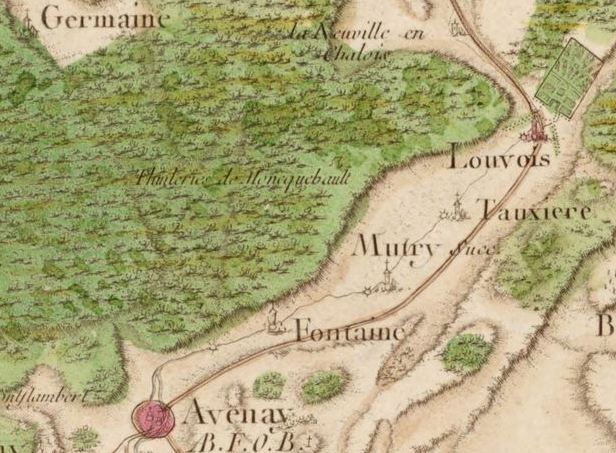
Fontaine et la vallée de la Livre sur la carte de Cassini (XVIIIe siècle).

Sous l'Ancien Régime, Fontaine dépend du marquisat de Sillery. L'abbé de l'abbaye Saint-Basle de Verzy est le décimateur du village, ayant le droit de lever la dîme.
La commune de Fontaine est instituée par la Révolution française. Elle est d'abord rattachée au canton de Louvois, au sein du district d'Epernay. En 1801, le nombre de cantons marnais passe de 74 à 32 ; le canton de Louvois est supprimé et Fontaine rejoint le canton d'Ay dans l'arrondissement de Reims.
En 1927, lorsque la loi définissant le périmètre de l'appellation « champagne » recense toutes les communes aux alentours, le législateur oublie Fontaine en estimant que la commune ne compte pas de vignes. Dès lors, tout vin produit à Fontaine ne peut plus porter le nom de champagne. L'erreur est reconnue par le Conseil d'État en 1995. En 1998, 32 hectares au lieu-dit « la Goutte d'Or » sont classés en appellation champagne.

## Politique et administration

### Rattachements administratifs et électoraux
Du point de vue administratif, la commune est rattachée à l'arrondissement d'Épernay, dans le département de la Marne en région Grand Est. Jusqu'en 2006, elle appartenait à l'arrondissement de Reims.
Sur le plan électoral, Fontaine-sur-Ay fait partie du canton d'Épernay-1 (pour les élections départementales) et de la troisième circonscription de la Marne (pour les élections législatives). Avant le redécoupage cantonal de 2014, elle faisait partie du canton d'Ay.

### Intercommunalité
Fontaine-sur-Ay fait partie de la communauté de communes de la Grande Vallée de la Marne.
Au 1er janvier 2021, la commune appartient également aux intercommunalités suivantes (syndicats mixtes) : le SM de la Marne Moyenne (pour la compétence GEMAPI), le SM intercommunal scolaire du Val-de-Livre et le SM de réalisation et de gestion du parc naturel régional de la Montagne de Reims.

### Tendances politiques et résultats
Fontaine-sur-Ay est politiquement ancrée à droite. Depuis 2002, le candidat de la droite est ainsi arrivé en tête du premier tour de toutes les élections présidentielles : Jacques Chirac en 2002 (25 %), Nicolas Sarkozy en 2007 (41,84 %) et 2012 (37,09 %) puis François Fillon en 2017 (29,22 %). Cette tendance se retrouve aux autres élections, à l'exception des élections cantonales ou départementales, remportées depuis 2001 par le maire socialiste d'Ay.

### Administration municipale
Fontaine-sur-Ay comptant entre 100 et 499 habitants, le conseil municipal de la commune est composé de 11 membres.

### Liste des maires
| Période                                  | Période                        | Identité           | Étiquette | Qualité        |
| ---------------------------------------- | ------------------------------ | ------------------ | --------- | -------------- |
| Les données manquantes sont à compléter. |                                |                    |           |                |
| avant 1988                               |                                | Jean-Pierre Filtz  |           |                |
| 1995                                     | 2008                           | Jacques Heydecker  | PS        |                |
| 2008                                     | 8 mars 2022                    | Francis Faglin     |           | Démissionnaire |
| octobre 2022                             | En cours (au 16 décembre 2022) | Alain-Louis Gourdy |           | Cadre retraité |

## Équipements et services publics

### Eau et assainissement
L'approvisionnement en eau potable et l'assainissement des eaux usées sont des compétences de la communauté de communes de la Grande Vallée de la Marne (CCGVM).
En 2019, les deux installations de production d'eau potable en état de fonctionnement de l'intercommunalité sont le captage de Bisseuil et le forage de Tauxières-Mutry. Concernant le stockage de l'eau potable, Fontaine-sur-Ay ne compte aucun réservoir contrairement aux communes voisines d'Avenay-Val-d'Or et de Val de Livre (Tauxières-Mutry).
L'assainissement des eaux usées de la commune est assuré, de manière collective, par une microstation d'épuration biologique d'une capacité de 350 équivalents-habitants.

### Gestion des déchets
La CCGVM est également compétente en matière de déchets. Elle organise le ramassage des déchets, en distinguant les ordures ménagères, les biodéchets, les déchets recyclables, le verre et les ordures ménagères des habitats collectifs (Fontaine-sur-Ay n'est pas concernée par cette dernière prestation). Les déchets (hors verre) sont ensuite valorisés par le syndicat de valorisation des ordures ménagères de la Marne (SYVALOM).
La CCGVM met à disposition de ses habitants quatre déchetteries à Aÿ, Dizy, Mareuil-sur-Ay et Tours-sur-Marne.

### Enseignement

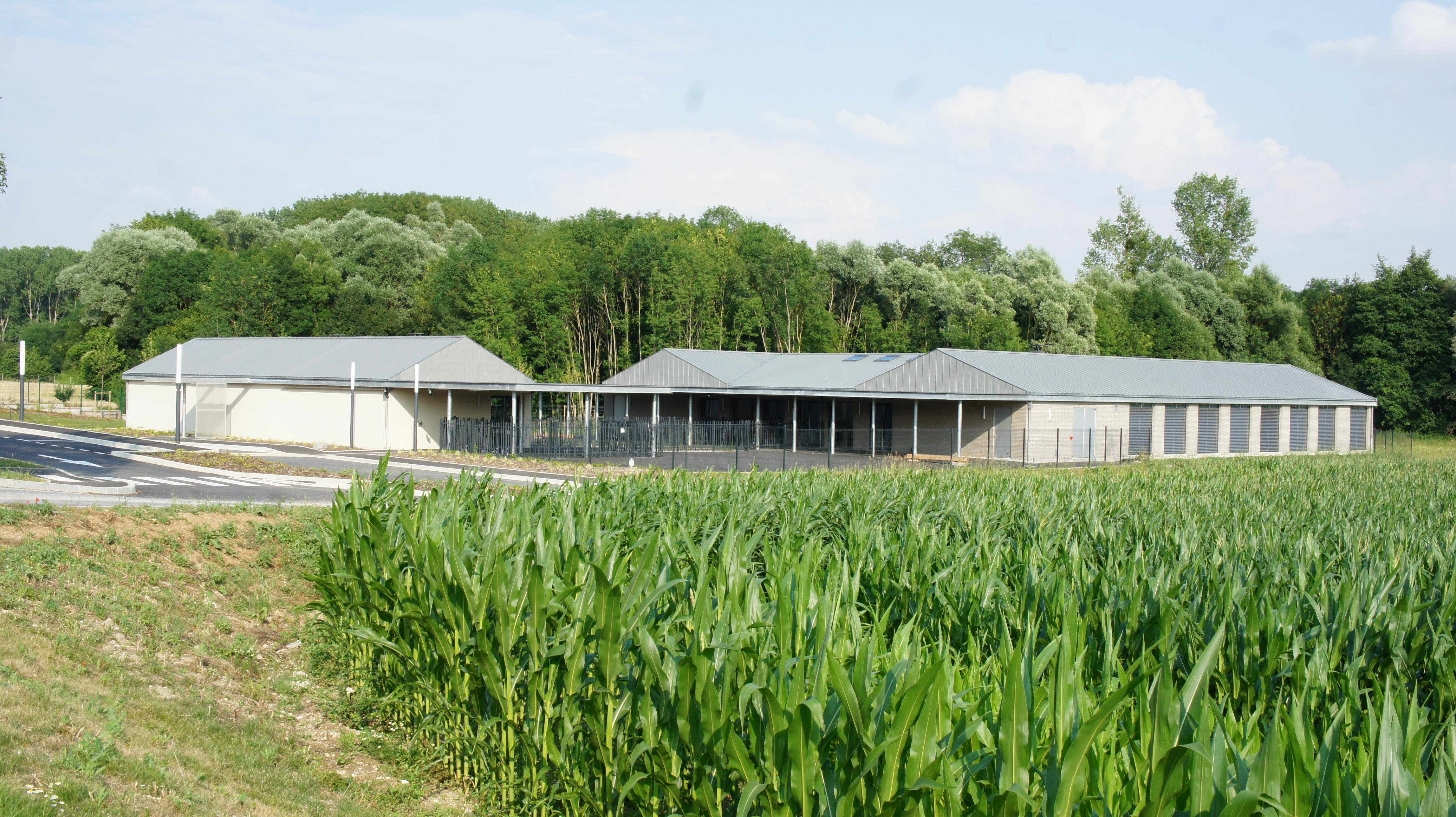
L'école du Val de Livre, sur la commune de Val de Livre.

Fontaine-sur-Ay fait partie de l'académie de Reims.
L'école primaire publique locale est l'école du Val de Livre, située sur l'ancienne commune de Tauxières-Mutry. Elle accueille les élèves de Fontaine-sur-Ay et de Val de Livre. Elle est gérée par un syndicat intercommunal à vocation scolaire, le syndicat intercommunal scolaire du Val de Livre (SISVAL).
Le service de transport scolaire est assuré par la communauté de communes de la Grande Vallée de la Marne. Il relie la commune au collège Yvette-Lundy d'Aÿ-Champagne, au collège Côte Legris d'Épernay pour les élèves de SEGPA et au lycée Stéphane-Hessel, également à Épernay.

### Équipements culturels et sportifs
On y trouve un terrain de tennis et un centre équestre. Dans les années 2000, le village disposait également d'une piste de BMX dirt (champs de bosse), détruite depuis.
Fontaine-sur-Ay est traversée par le sentier de grande randonnée 14, qui arrive d'Avenay-Val-d'Or par le nord du village, suivant le cours de la Germaine, puis part vers Mutry à l'est. Deux circuits de randonnée ont également été aménagés : le « circuit de la discrète beauté de Fontaine-sur-Aÿ » et le « circuit du Mont Aigu ».

### Justice et sécurité
Du point de vue judiciaire, Fontaine-sur-Ay relève du conseil de prud'hommes, du tribunal de commerce, du tribunal judiciaire, du tribunal paritaire des baux ruraux et du tribunal pour enfants de Reims, dans le ressort de la cour d'appel de Reims. Pour le contentieux administratif, la commune dépend du tribunal administratif de Châlons-en-Champagne et de la cour administrative d'appel de Nancy.
Fontaine-sur-Ay est située en secteur Gendarmerie nationale et dépend de la brigade d'Aÿ-Champagne.
En matière d'incendie et de secours, le centre de secours le plus proche de Fontaine-sur-Ay est celui de Tours-sur-Marne. Il est géré par le Service départemental d'incendie et de secours (SDIS) de la Marne. La commune bénéficie également du centre de première intervention intercommunal de la Grande Vallée de la Marne, situé à Aÿ et composé d'une vingtaine de sapeurs-pompiers volontaires.

## Population et société

### Démographie
Les habitants de Fontaine-sur-Ay sont appelés les Fontenois et Fontenoises ou Fontegniats et Fontegniates.

#### Évolution de la population
L'évolution du nombre d'habitants est connue à travers les recensements de la population effectués dans la commune depuis 1793. Pour les communes de moins de 10 000 habitants, une enquête de recensement portant sur toute la population est réalisée tous les cinq ans, les populations de référence des années intermédiaires étant quant à elles estimées par interpolation ou extrapolation. Pour la commune, le premier recensement exhaustif entrant dans le cadre du nouveau dispositif a été réalisé en 2006.

En 2022, la commune comptait 315 habitants, en évolution de −7,62 % par rapport à 2016 (Marne : −1,19 %, France hors Mayotte : +2,11 %).
| 1793 | 1800 | 1806 | 1821 | 1831 | 1836 | 1841 | 1846 | 1851 |
| ---- | ---- | ---- | ---- | ---- | ---- | ---- | ---- | ---- |
| 99   | 127  | 121  | 141  | 176  | 211  | 207  | 216  | 226  |

| 1856 | 1861 | 1866 | 1872 | 1876 | 1881 | 1886 | 1891 | 1896 |
| ---- | ---- | ---- | ---- | ---- | ---- | ---- | ---- | ---- |
| 219  | 226  | 197  | 183  | 182  | 159  | 212  | 196  | 206  |

| 1901 | 1906 | 1911 | 1921 | 1926 | 1931 | 1936 | 1946 | 1954 |
| ---- | ---- | ---- | ---- | ---- | ---- | ---- | ---- | ---- |
| 179  | 194  | 175  | 171  | 141  | 115  | 120  | 105  | 132  |

| 1962 | 1968 | 1975 | 1982 | 1990 | 1999 | 2006 | 2011 | 2016 |
| ---- | ---- | ---- | ---- | ---- | ---- | ---- | ---- | ---- |
| 146  | 154  | 170  | 179  | 209  | 237  | 299  | 347  | 341  |

| 2021 | 2022 | - | - | - | - | - | - | - |
| ---- | ---- | - | - | - | - | - | - | - |
| 323  | 315  | - | - | - | - | - | - | - |

#### Pyramide des âges
La population de la commune est relativement jeune.
En 2018, le taux de personnes d'un âge inférieur à 30 ans s'élève à 34,0 %, soit en dessous de la moyenne départementale (36,9 %). À l'inverse, le taux de personnes d'âge supérieur à 60 ans est de 20,3 % la même année, alors qu'il est de 25,3 % au niveau départemental.
En 2018, la commune comptait 169 hommes pour 171 femmes, soit un taux de 50,29 % de femmes, légèrement inférieur au taux départemental (51,6 %).
Les pyramides des âges de la commune et du département s'établissent comme suit.
| Hommes | Classe d’âge | Femmes |
| ------ | ------------ | ------ |
| 0,0    | 90 ou +      | 1,7    |
| 4,1    | 75-89 ans    | 4,7    |
| 15,4   | 60-74 ans    | 14,5   |
| 24,9   | 45-59 ans    | 25,0   |
| 21,3   | 30-44 ans    | 20,3   |
| 13,6   | 15-29 ans    | 12,8   |
| 20,7   | 0-14 ans     | 20,9   |

| Hommes | Classe d’âge | Femmes |
| ------ | ------------ | ------ |
| 0,6    | 90 ou +      | 1,8    |
| 6,5    | 75-89 ans    | 9,2    |
| 16,5   | 60-74 ans    | 17,8   |
| 19,7   | 45-59 ans    | 19,1   |
| 18,6   | 30-44 ans    | 17,5   |
| 19,9   | 15-29 ans    | 18,2   |
| 18,2   | 0-14 ans     | 16,6   |

### Vie associative
Fontaine-sur-Ay compte plusieurs associations, dont un comité des fêtes et un tennis-club.

### Cultes
L'église de Fontaine-sur-Ay est de confession catholique. La commune fait partie de la paroisse « Saint Vincent du Val d'Or », dépendant du diocèse de Reims, avec les villages voisins d'Avenay-Val-d'Or, Ay, Mareuil-sur-Ay et Mutigny. Son siège est à Ay.

## Économie

### Revenus de la population et fiscalité
En 2018 (données Insee publiées en janvier 2021), la commune compte 126 ménages fiscaux, regroupant 326 personnes. Le revenu fiscal médian déclaré par unité de consommation est alors de 28 070 €, supérieur à celui de la communauté de communes de la Grande Vallée de la Marne (25 010 €) et à celui du département de la Marne (21 650 €).

### Emploi
Fontaine-sur-Ay appartient au bassin d'emploi d'Épernay.
En 2017, 230 habitants de Fontaine-sur-Ay ont entre 15 et 64 ans. Parmi ceux-ci, le taux d'activité est de 78,2 % (contre 78,7 % dans la communauté de communes et 73,2 % dans la Marne). Le taux de chômage pour cette tranche d'âge est alors relativement faible à 5,6 % (contre 7,4 % à l'échelle intercommunale et 13,7 % à l'échelle départementale).
Fontaine-sur-Ay compte alors 49 emplois, contre 45 en 2007. Le nombre d'actifs ayant un emploi et résidant à Fontaine-sur-Ay étant de 174, l'indicateur de concentration d'emploi est de 28,1 %, ce qui signifie que la commune offre environ un peu plus d'un emploi pour quatre habitants actifs.
Depuis 2007, le nombre d'habitants de Fontaine-sur-Ay travaillant sur la commune est en légère augmentation, passant de 14,2 % en 2007 à 17,9 % en 2017.
Parmi les 49 emplois recensés à Fontaine-sur-Ay en 2017, 24 sont salariés et 25 sont non salariés, notamment des agriculteurs et viticulteurs. Ces chiffres tranchent avec l'ensemble des actifs résidant à Fontaine-sur-Ay, qui sont salariés à 77,5 %.

### Entreprises, commerces et secteurs d'activité
Au 31 décembre 2018, l'Insee recense 30 établissements (hors agriculture) à Fontaine-sur-Ay.
Le terroir de Fontaine possède un vignoble de 30 hectares en appellation d'origine contrôlée Champagne.

## Culture et patrimoine

### Lieux et monuments
Les principaux monuments de Fontaine-sur-Ay sont l'église Saint-Aignan, le lavoir du village et le pont en pierre sur la Livre.
L'église Saint-Aignan est construite en 1876 d'après les plans de l'architecte rémois Bègue, dans un style ressemblant à celui de la fin du XIIe siècle. Elle est édifiée à la place d'une église quadrangulaire du XVIe siècle. L'église accueille une relique de saint Aignan, un don du chapitre d'Orléans à la paroisse de Fontaine en 1601. Elle compte également deux objets recensés au titre des monuments historiques : une statue en bois de la Vierge du XVIe siècle (classée) ainsi qu'une statuette en bois d'un évêque et son bâton de procession du XVIIe siècle (inscrits).

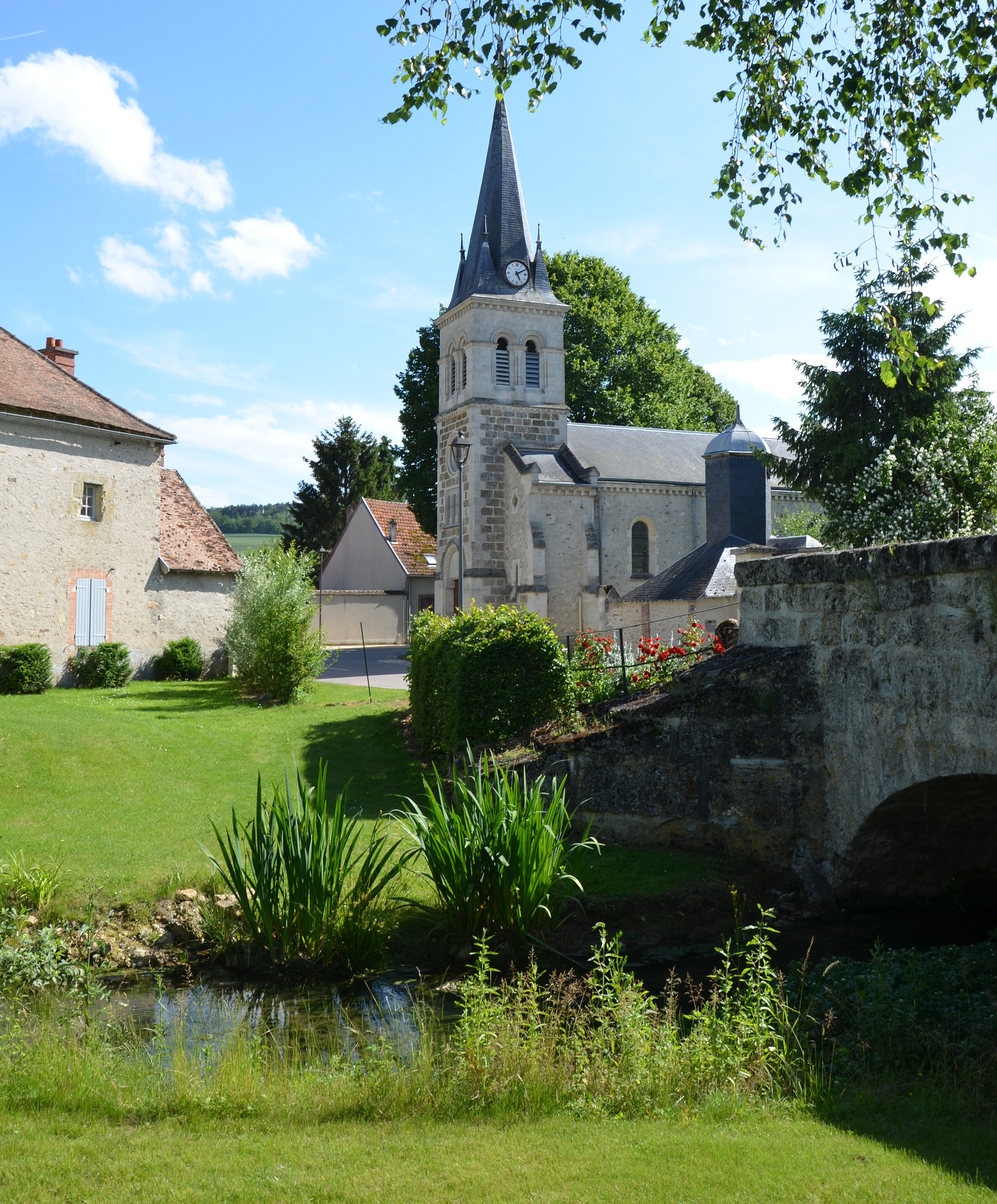
L'église Saint-Aignan et la Livre.
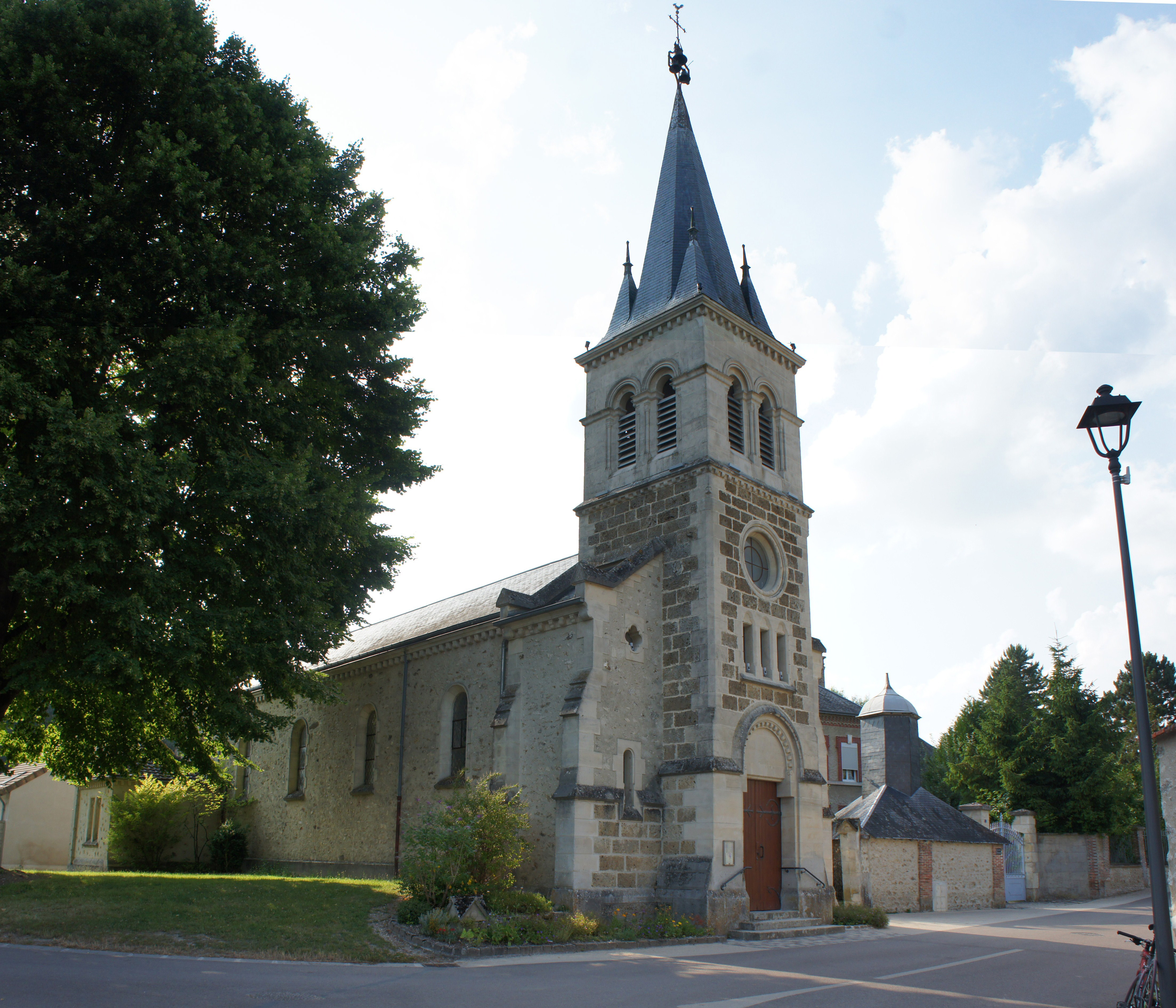
L'église Saint-Aignan.
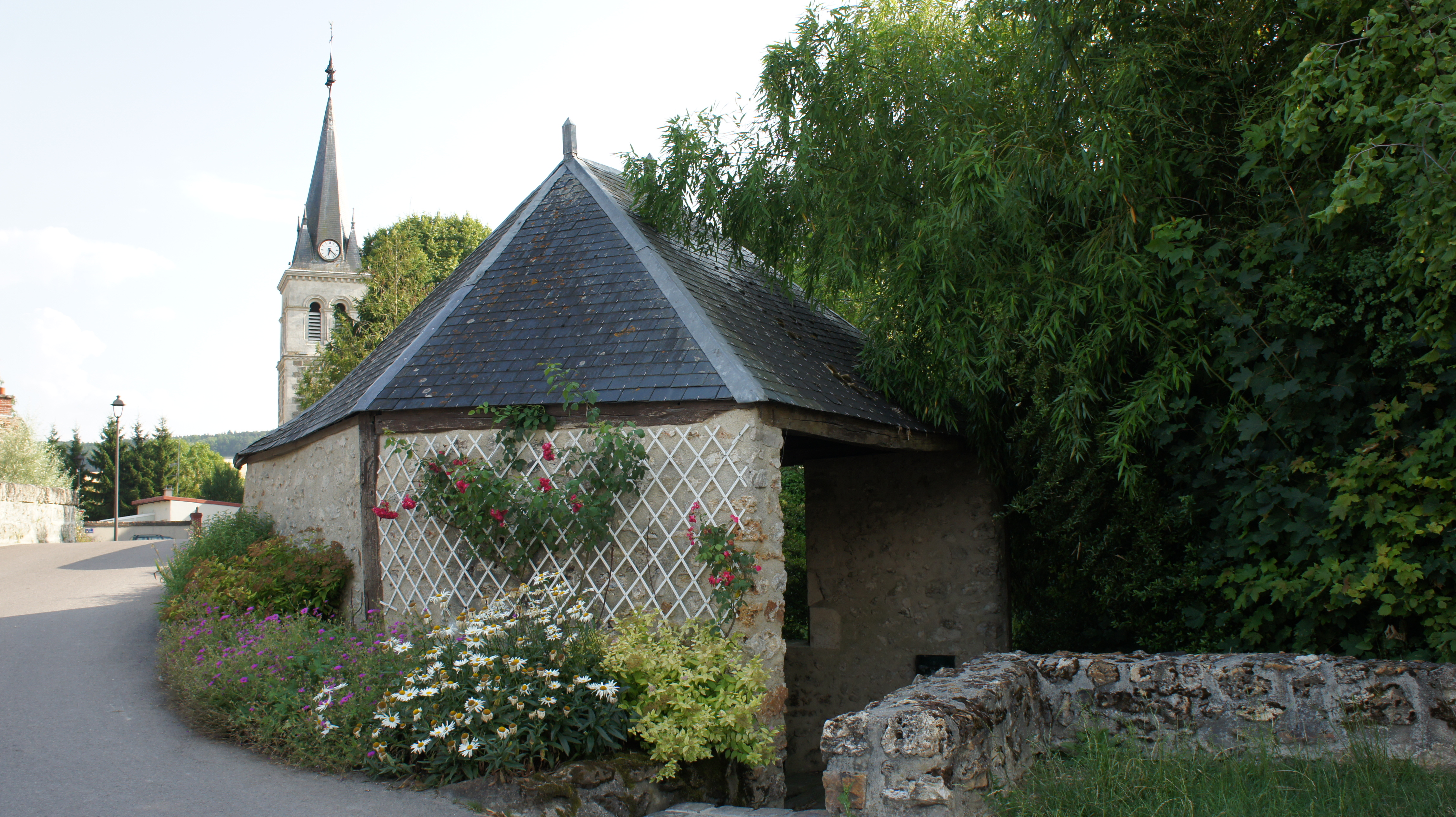
Le lavoir.